# Côte-d'Or
Pour les articles homonymes, voir Côte-d'Or (homonymie).
Ne doit pas être confondu avec Côte d'Or.
La Côte-d'Or (/kot(ə).d‿ɔʁ/) est un département français parmi les huit que compte la région Bourgogne-Franche-Comté. Sa préfecture, Dijon, est aussi le chef-lieu de la Bourgogne-Franche-Comté.
L'Insee et La Poste lui attribuent le code 21.

## Histoire

Carte de la Côte d'Or (1790).

Le département de la Côte-d’Or a été créé le 4 mars 1790 par l'Assemblée constituante. Il faisait partie de l'ancienne province de Bourgogne. Il fut divisé en sept districts : Arnay-le-Duc, Beaune, Châtillon-sur-Seine, Dijon, Is-sur-Tille, Saint-Jean-de-Losne et Semur-en-Auxois.
Le 17 février 1800, les sept districts furent transformés en quatre arrondissements : Dijon, Beaune, Châtillon-sur-Seine et Semur-en-Auxois.

Carte de la Côte d'Or (1800).

Le 10 septembre 1926, les arrondissements de Châtillon-sur-Seine et Semur-en-Auxois furent supprimés au bénéfice de Montbard.

### Origine du nom

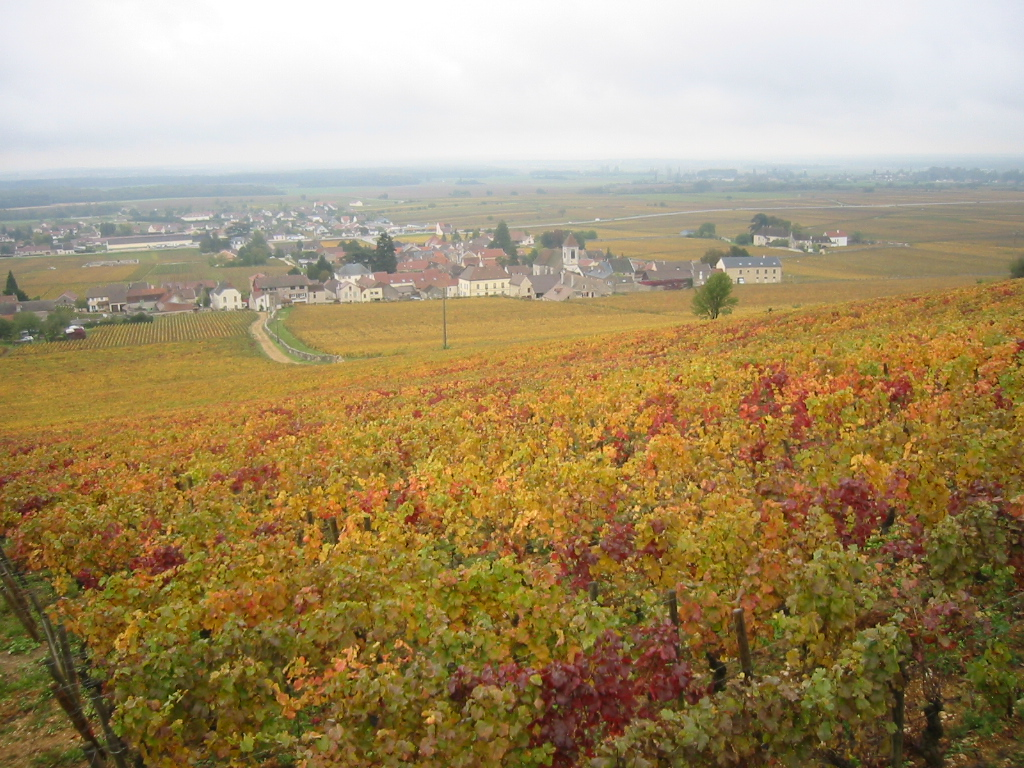
Morey-Saint-Denis, à l'automne.

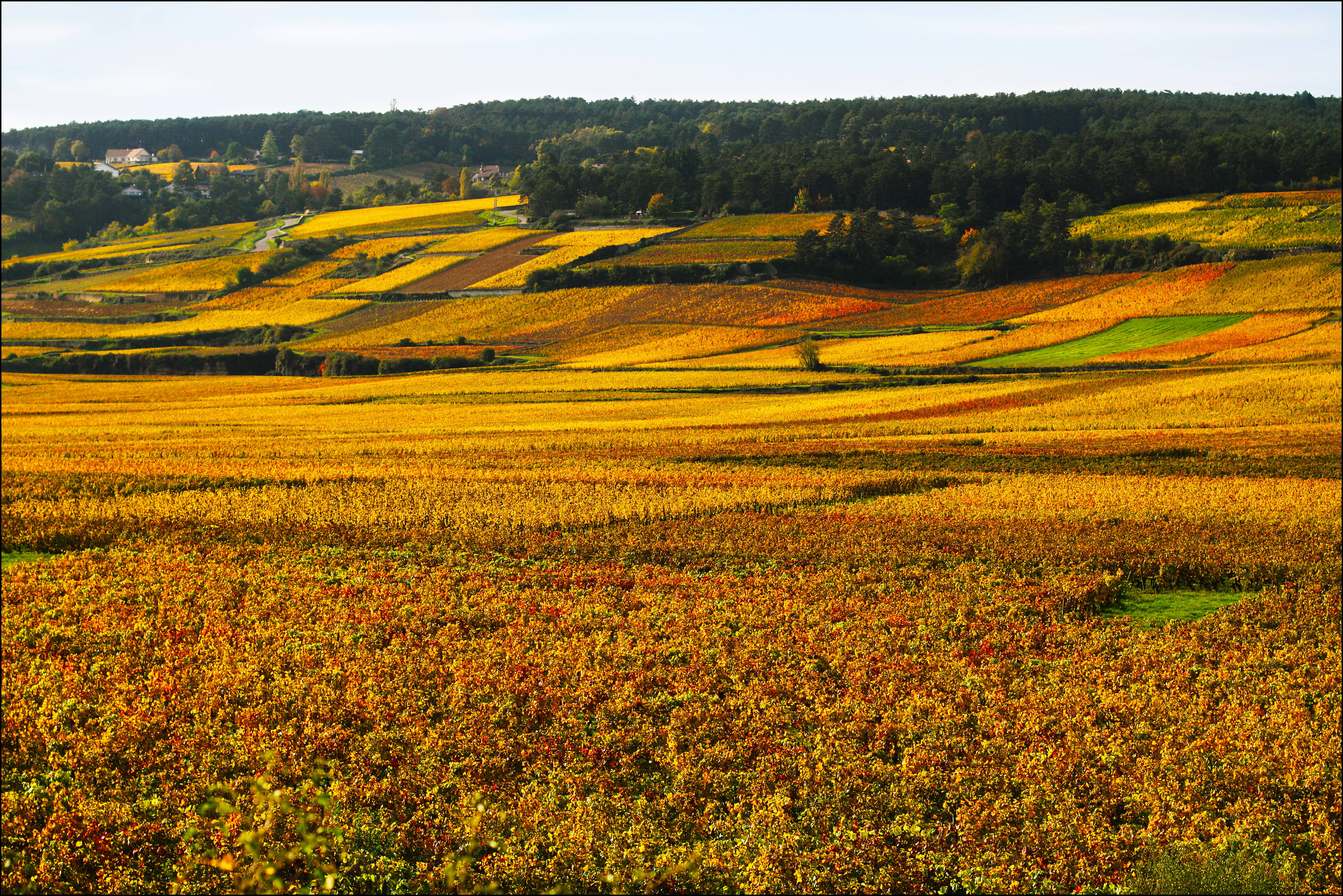
Vignoble de Beaune en automne.

Bien que sujet à débats, la Côte-d'Or serait le seul département français à ne pas posséder un nom d'origine géographique mais poétique,.
Ce nom fut donné par Charles-André-Rémy Arnoult, député constituant de Dijon et « créateur » de ce nom s'inspirant de l’aspect poétique et grandiose des Vignobles de Bourgogne en automne, : « Le territoire de cette région est traversé par une chaîne de collines, une côte, sans nom jusqu'à présent, sur le flanc de laquelle croissent les meilleurs vins de France dont le produit est un trésor pour le pays. Cette côte d'or est digne de donner son nom à cette nouvelle circonscription ». Il mit ainsi fin à un débat autour du nom de ce département qui fut même durant un court instant appelé le département « Sans nom ». Cette origine du nom est celle mise en avant par le conseil départemental de la Côte-d'Or.
Mais selon une alternative, le nom proviendrait du massif de la côte. Cette dernière, en tant que montagne, est figurée par les géographes sur les cartes depuis 1584. Le nom « La Coste » ou « La Côte », seul, était d’usage commun[réf. nécessaire]. Mais l'orientation de cette côte à l'est était aussi très communément décrite, dans la plupart des ouvrages de l’époque, comme étant « à l'orient ». Il y aurait ensuite eu troncature du nom « Orient » en « Or ».
Parmi les noms proposés pour le département avant l'adoption du nom « Côte-d'Or » figurent ceux de « Seine-et-Saône » ou « Haute-Seine »,,, même si les Archives nationales ne gardent aucune trace d'éventuelles hésitations avec ces autres dénominations[réf. nécessaire].
Plus d'un siècle plus tard, ce nom poétique inspira l'écrivain dijonnais Stéphen Liégeard lorsqu'il baptisa une portion du littoral méditerranéen du nom de Côte d'Azur.
Ses habitants sont appelés les Costaloriens ou Côte-d'Oriens.

### XIXesiècle
Après la victoire des coalisés à la bataille de Waterloo (18 juin 1815), le département est occupé par les troupes autrichiennes de juin 1815 à novembre 1818 (voir occupation de la France à la fin du Premier Empire).

### XXIesiècle
Au 1er janvier 2016, la région Bourgogne, à laquelle appartenait le département, fusionne avec la région Franche-Comté pour devenir la nouvelle région administrative Bourgogne-Franche-Comté.

## Géographie

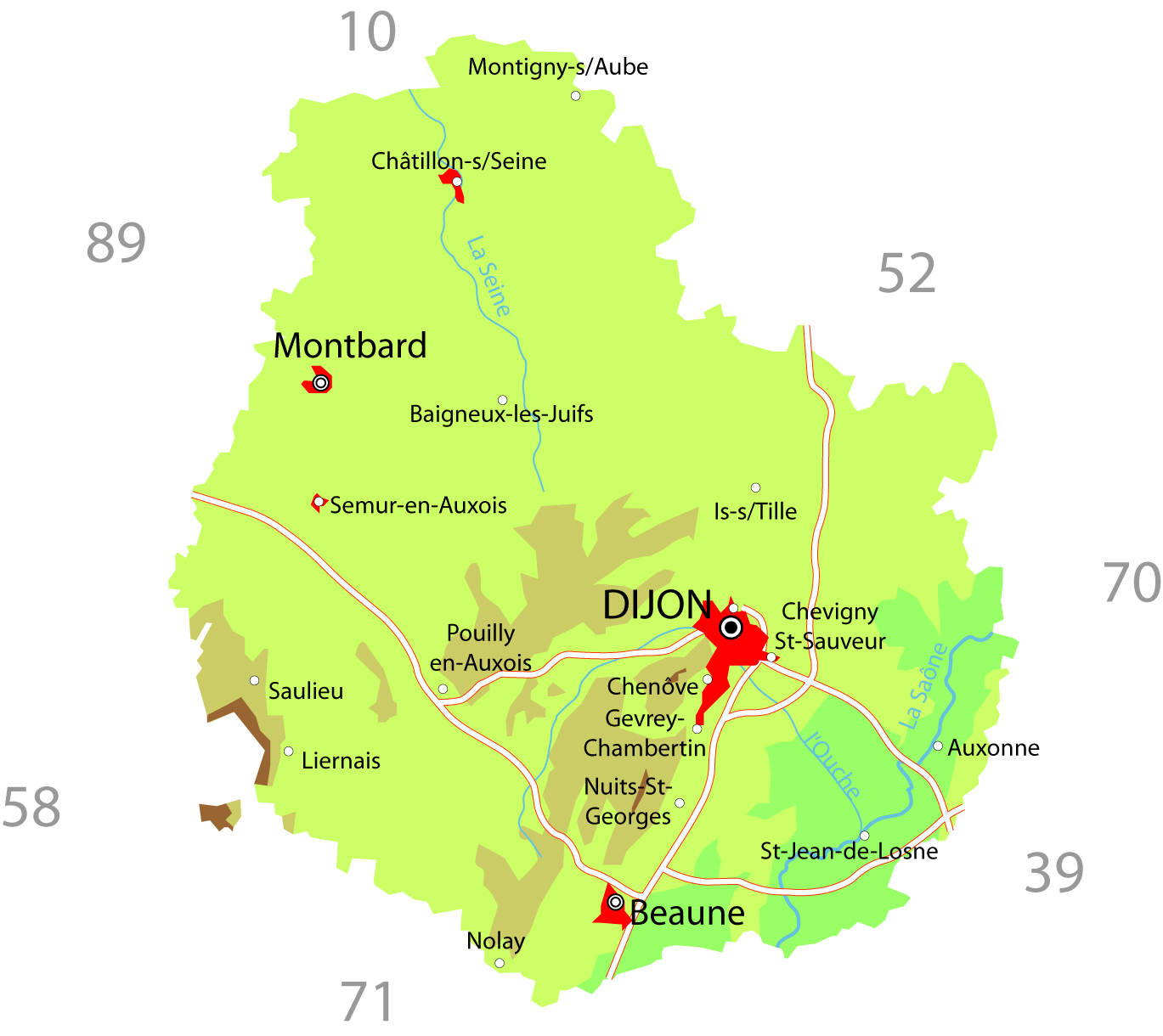
La Côte-d'Or.

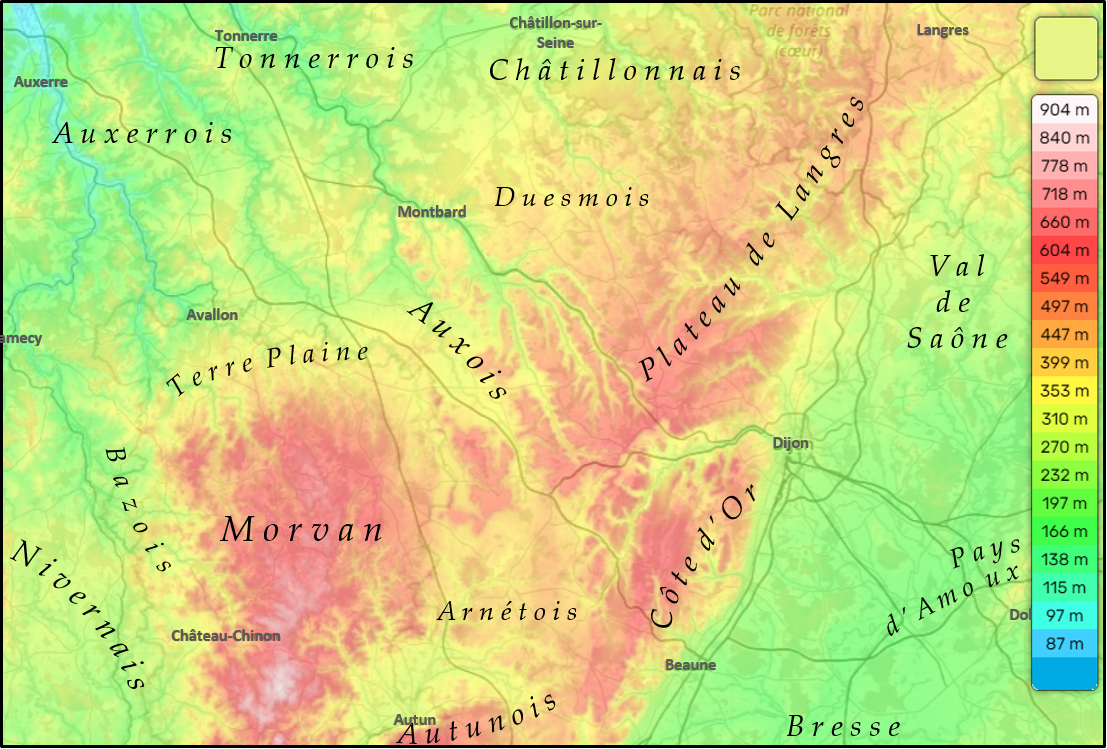
Carte topographique de la Côte-d'Or et des régions avoisinantes.

La Côte-d'Or fait partie de la région Bourgogne-Franche-Comté. Elle est limitrophe des départements de l'Yonne, de la Nièvre, de Saône-et-Loire, du Jura, de la Haute-Saône, de l'Aube et de la Haute-Marne.
Cinquième département par la taille derrière la Guyane et trois départements de la région Aquitaine, la Côte-d'Or couvre de nombreux espaces à la géographie bien distincte.
| Aube         |                | Haute-Marne      |
| Yonne Nièvre | Côte-d'Or      | Haute-Saône Jura |
|              | Saône-et-Loire |                  |

Le parc national des Forêts de Champagne et Bourgogne est situé dans le Nord du département.
Le département de la Côte-d'Or possède une exclave au sud-ouest de son territoire, la commune de Ménessaire (limitrophe des départements de la Nièvre au nord et de Saône-et-Loire au sud).

Paysages de la Côte-d'Or :
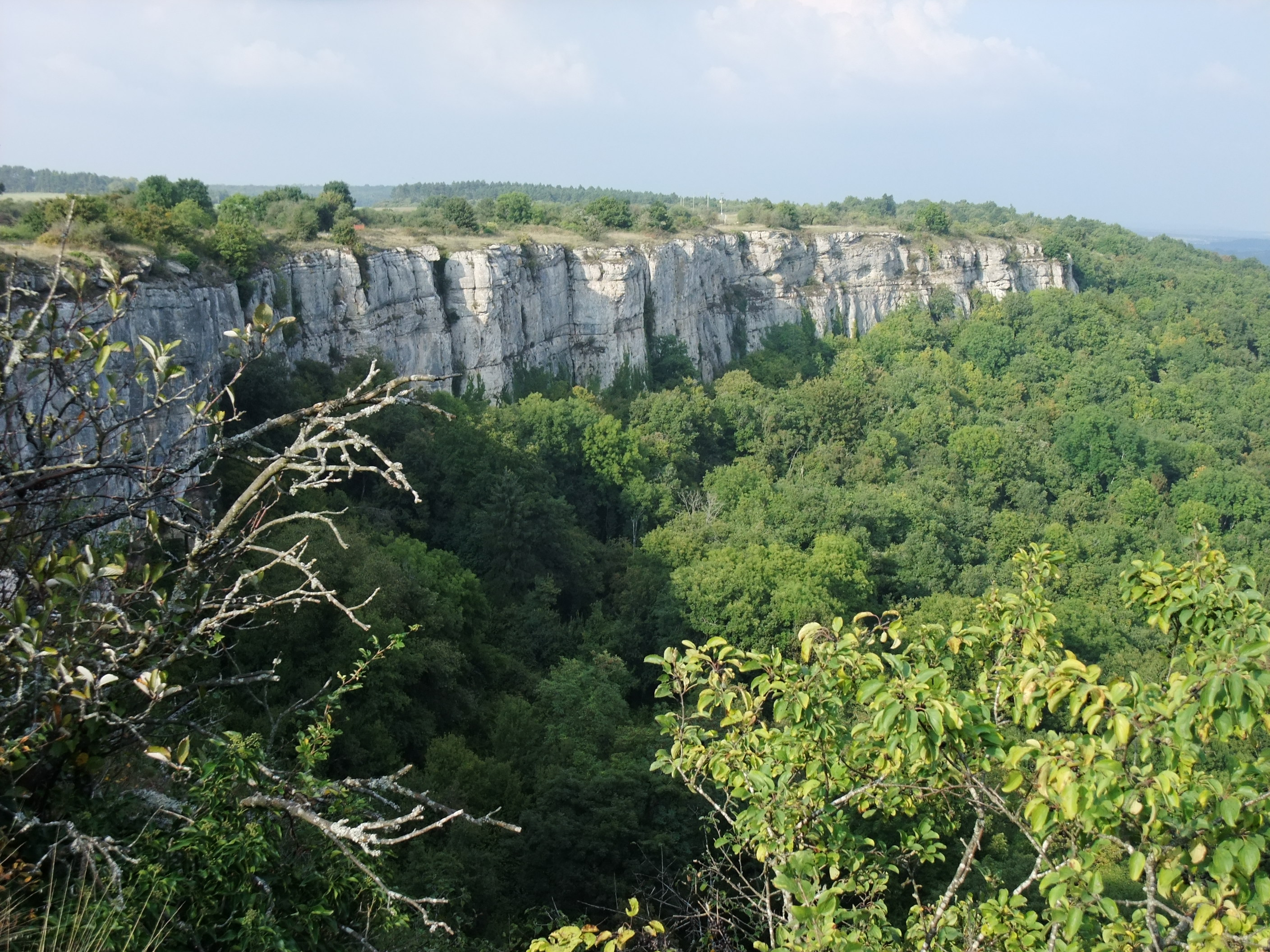
Hautes-Cotes de Beaune, dans le sud.
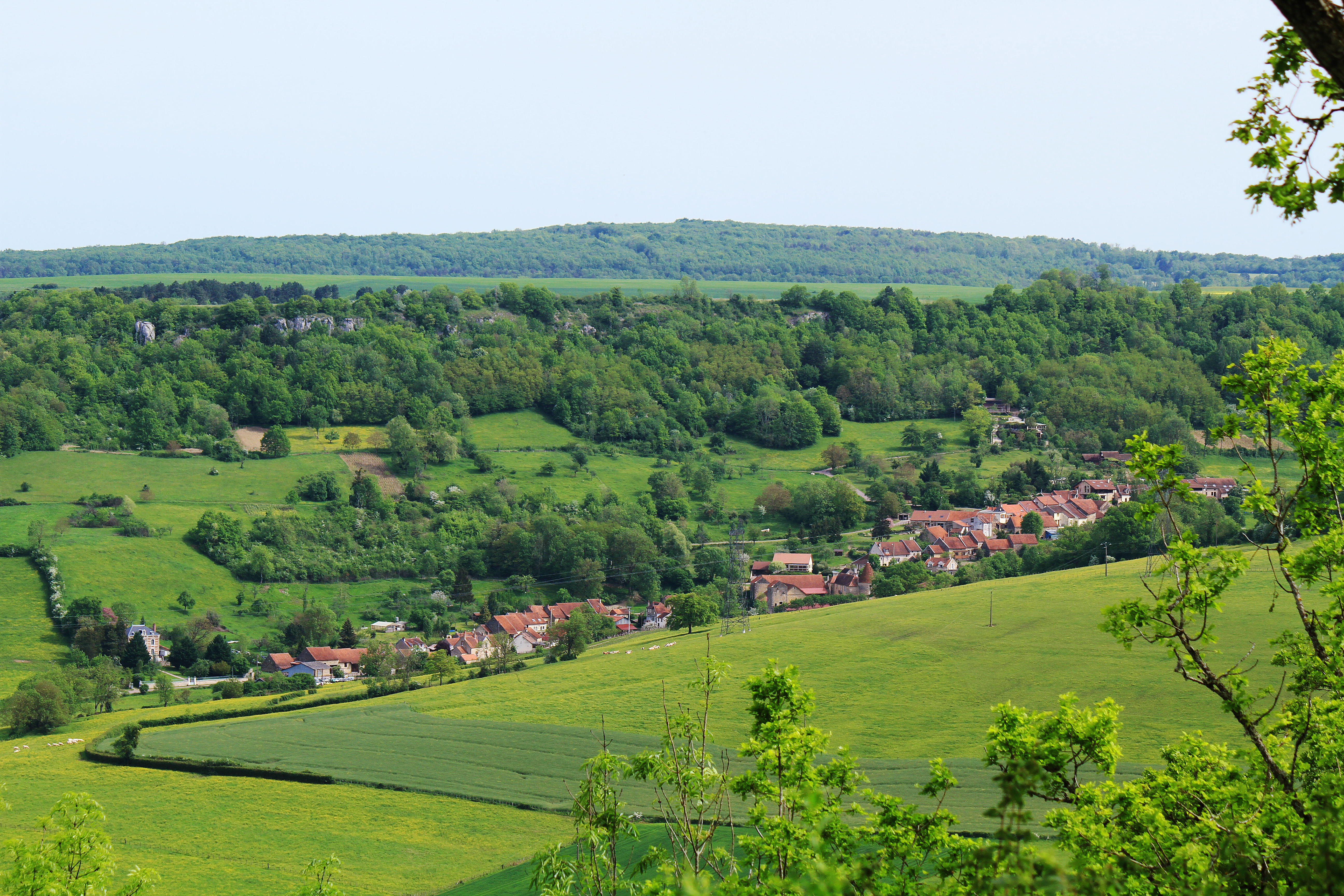
Villeferry, dans l'ouest.
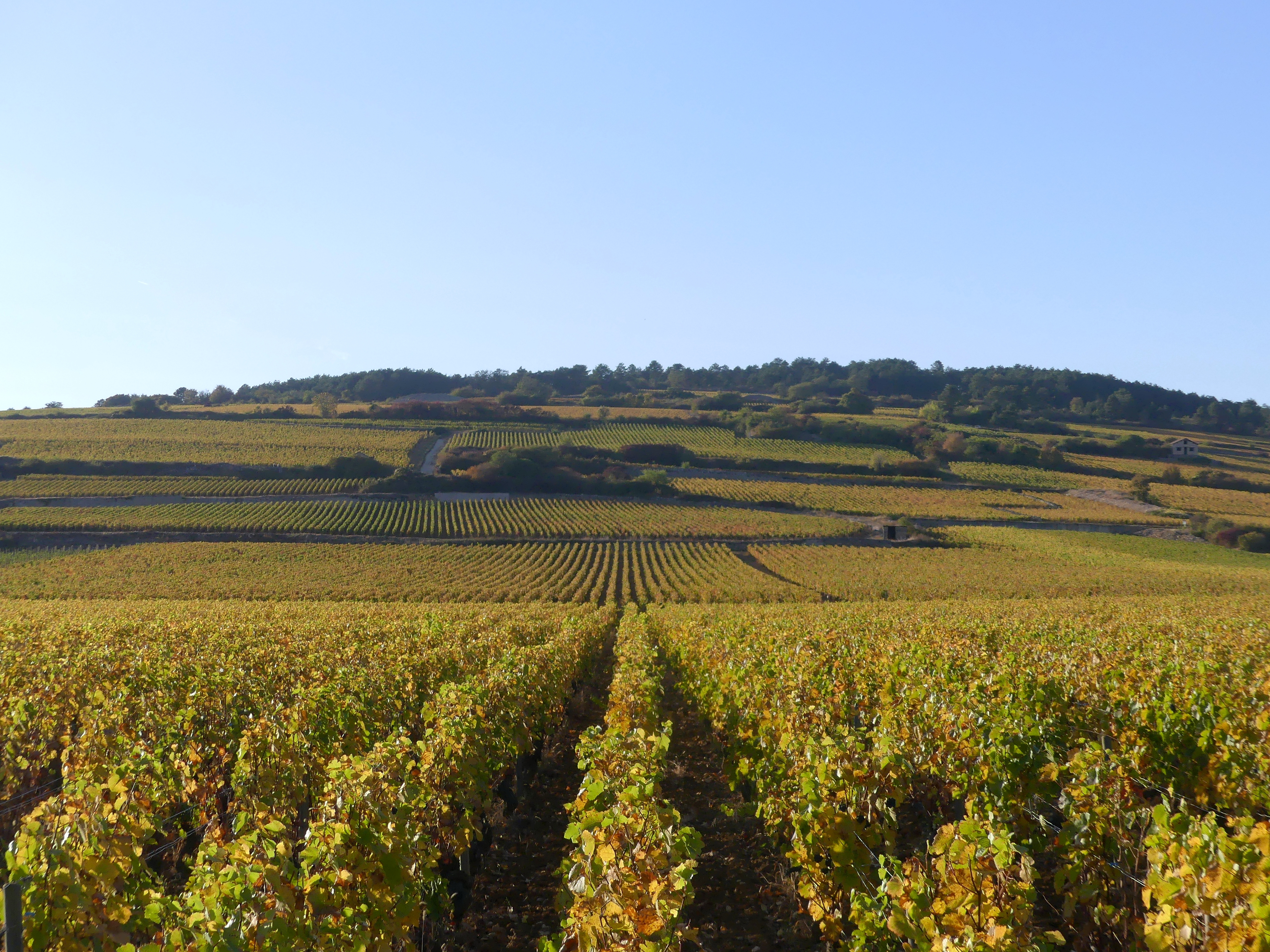
Vignobles à l'ouest de Beaune.

### Cours d'eau
La Côte-d'Or se situe sur le seuil de Bourgogne, partageant les bassins versants de la Seine, du Rhône (de la Saône) et de la Loire. Le point de jonction des trois bassins versants se situe sur la commune de Meilly-sur-Rouvres.
Dans le département coulent des affluents de chaque fleuve, notamment :
- l'Armançon, le Serein, l'Ource et l'Aube qui coulent vers la Seine, qui elle-même prend sa source dans le département, sur le plateau de Langres à Source-Seine ;
- l'Arroux qui prend sa source dans le sud du département traversant Arnay-le-Duc et qui rejoint la Loire par la suite ;
- la Saône, principal affluent du Rhône qui traverse une bonne partie de l'est du département en traversant entre autres Pontailler-sur-Saône, Auxonne, Saint-Jean-de-Losne et Seurre. Ses affluents sont la Vingeanne, la Tille, la Bèze et l'Ouche, qui traverse notamment Dijon.

### Topographie
La Côte-d'Or est divisée en quatre grands ensembles topographiques : le Morvan au sud-ouest, les plateaux de Langres-Châtillonnais dans la moitié nord-ouest, la plaine de la Saône au sud-est et l'Auxois au centre-ouest.
Le point culminant du département s'élève à 721 m : c'est le (mont de Gien), qui se situe dans le Morvan et dans l'exclave de Ménessaire. 
Le point le plus bas, d'une hauteur de 174 m, se trouve à la sortie de la Saône sur la commune de Chivres.

### Climat
Le climat de la Côte-d'Or, climat à tendance continentale, est altéré dans ses différentes parties et présente alors plusieurs faciès comme :
- la vallée de la Saône, qui est à tendance continentale ;
- le Morvan ou sur les sommets des Côtes, où l'on retrouve plus un climat de moyenne montagne ;
- le plateau de Langres où les hivers sont longs, froids avec très souvent des gelées.

D'une manière générale, les étés peuvent être chauds et secs ; quant aux hivers, ils sont généralement froids et humides avec de fréquentes chutes de neige.

## Économie

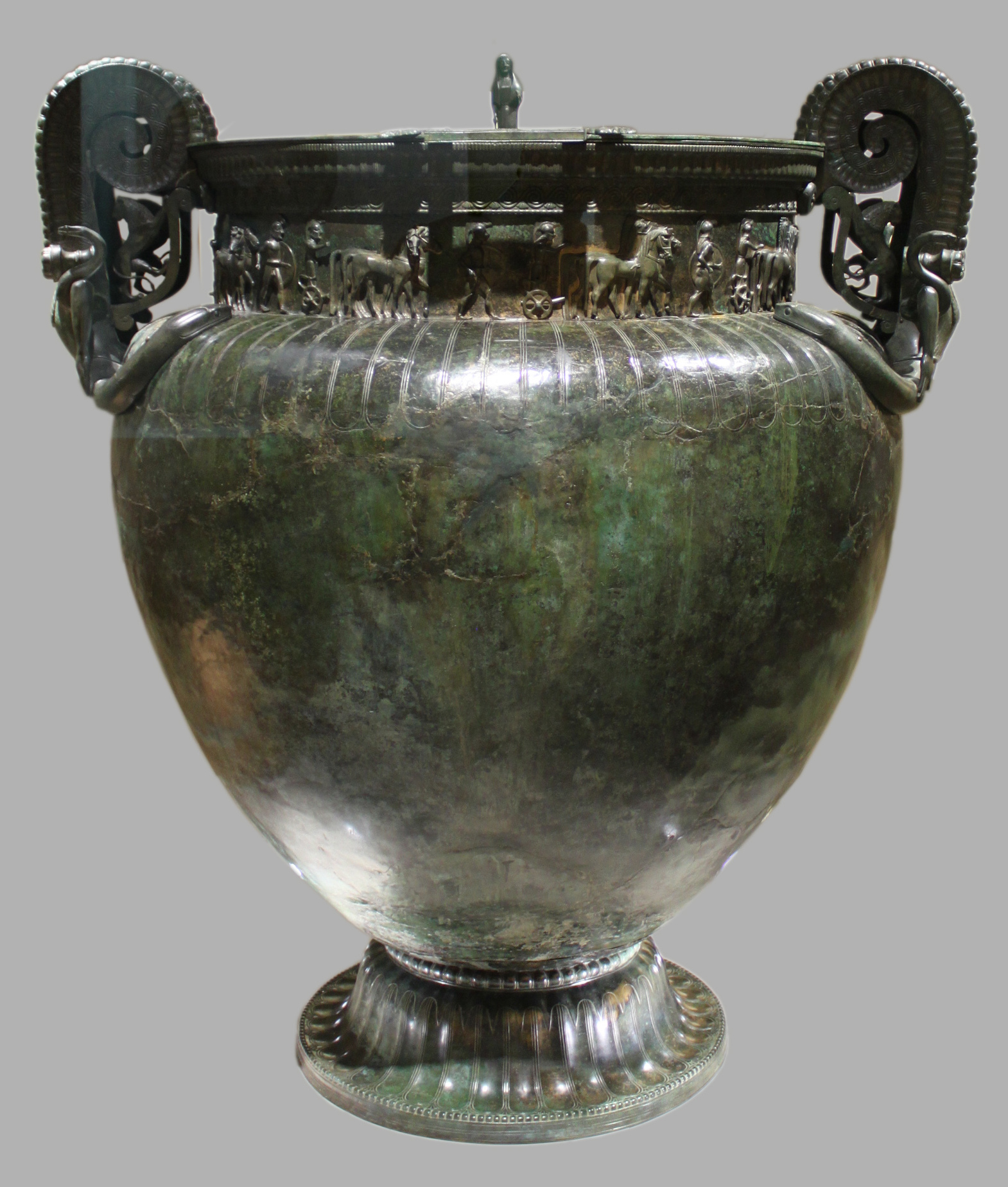
Le gigantesque Cratère de Vix, le plus grand vase en bronze antique connu au monde.

La Côte-d'Or est au cœur d'un réseau routier, autoroutier, ferroviaire et fluvial dense.
L'activité économique du département est approximativement pour 70 % tertiaire, 25 % industrie, 5 % agriculture.
Les secteurs industriels les plus représentés sont :
- bâtiments travaux publics (plus de 1 300 établissements) ;
- agroalimentaire (plus de 400 établissements) ;
- métallurgie (avec la Metal Valley à Montbard) ;
- mécanique ;
- électrique-électronique ;
- chimie-pharmacie.

L'industrie agroalimentaire et l'agriculture représentent un axe à forte valeur ajoutée actuellement mis en valeur par le projet Vitagora (goût - nutrition - santé) qui est en compétition pour devenir le premier pôle de compétitivité français sur cette thématique. Outre Vitagora, le département compte aussi le Pôle Nucléaire Bourgogne comme pôle de compétitivité.
On trouve aussi dans le département plus de 2 000 PME-PMI employant environ 50 000 personnes.
Deux tableaux de synthèse de l'INSEE décrivent d'une part les établissements actifs au 31 décembre 2015 et d'autre part, à la même date les effectifs des salariés.
Établissements actifs par secteur d'activité au 31 décembre 2015
|                                                              | Total  | %     | 0 salarié | 1 à 9 salarié(s) | 10 à 19 salariés | 20 à 49 salariés | 50 salariés ou plus |
| ------------------------------------------------------------ | ------ | ----- | --------- | ---------------- | ---------------- | ---------------- | ------------------- |
| Ensemble                                                     | 52 688 | 100,0 | 36 608    | 12 811           | 1 594            | 998              | 677                 |
| Agriculture, sylviculture et pêche                           | 4 563  | 8,7   | 3 298     | 1 196            | 51               | 14               | 4                   |
| Industrie                                                    | 2 863  | 5,4   | 1 616     | 807              | 180              | 137              | 123                 |
| Construction                                                 | 4 887  | 9,3   | 3 309     | 1 287            | 164              | 96               | 31                  |
| Commerce, transports, services divers                        | 32 524 | 61,7  | 23 257    | 7 682            | 862              | 479              | 244                 |
| dont commerce et réparation automobile                       | 9 622  | 18,3  | 6 429     | 2 640            | 303              | 171              | 79                  |
| Administration publique, enseignement, santé, action sociale | 7 851  | 14,9  | 5 128     | 1 839            | 337              | 272              | 275                 |

Champ : ensemble des activités. Source : Insee, CLAP en géographie au 01/01/2019.
Postes salariés par secteur d'activité et par taille d'établissements au 31 décembre 2015
|                                                              | Total   | %     | 1 à 9 salarié(s) | 10 à 19 salariés | 20 à 49 salariés | 50 à 99 salariés | 100 salariés ou plus |
| ------------------------------------------------------------ | ------- | ----- | ---------------- | ---------------- | ---------------- | ---------------- | -------------------- |
| Ensemble                                                     | 192 793 | 100,0 | 38 472           | 21 343           | 30 581           | 25 454           | 76 943               |
| Agriculture, sylviculture et pêche                           | 4 259   | 2,2   | 2 949            | 628              | 398              | 284              | 0                    |
| Industrie                                                    | 27 084  | 14,0  | 2 991            | 2 438            | 4 266            | 4 375            | 13 014               |
| Construction                                                 | 11 584  | 6,0   | 3 727            | 2 201            | 2 871            | 1 608            | 1 177                |
| Commerce, transports, services divers                        | 81 535  | 42,3  | 23 179           | 11 537           | 14 323           | 8 729            | 23 767               |
| dont commerce et réparation automobile                       | 25 968  | 13,5  | 8 753            | 4 055            | 5 083            | 3 385            | 4 692                |
| Administration publique, enseignement, santé, action sociale | 68 331  | 35,4  | 5 626            | 4 539            | 8 723            | 10 458           | 38 985               |

Champ : ensemble des activités. Source : Insee, CLAP en géographie au 01/01/2019.

## Démographie

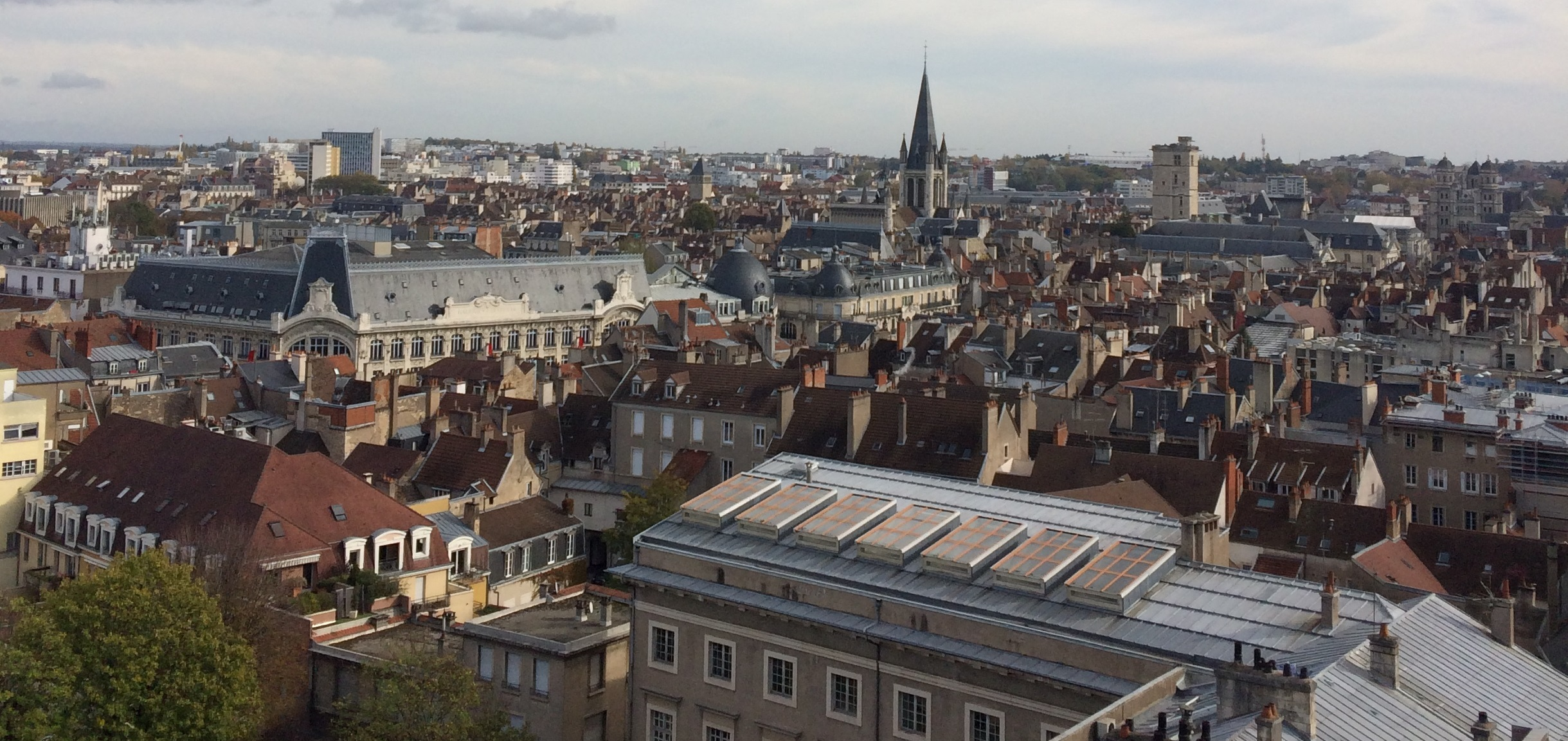
L'agglomération dijonnaise regroupe plus de la moitié de la population du département.

Les habitants de la Côte-d'Or sont appelés les Côte-d'Oriens ou, plus rarement, les Costaloriens,,,.
Le département se classe dans la moyenne des départements français pour sa population (50e sur 100), mais en raison de sa superficie, sa densité est faible (56 hab./km2) à l'échelon national (63e).
Malgré le dépeuplement des milieux ruraux, constituant une grande partie du département, le relatif dynamisme démographique de l'agglomération de Dijon permet à la population du département de croître à chaque recensement et de dépasser les 500 000 habitants.

### Évolution démographique
En 2022, le département comptait 537 577 habitants, en évolution de +0,82 % par rapport à 2016 (France hors Mayotte : +2,11 %).
| 1791    | 1801    | 1806    | 1821    | 1826    | 1831    | 1836    | 1841    | 1846    |
| ------- | ------- | ------- | ------- | ------- | ------- | ------- | ------- | ------- |
| 242 986 | 340 500 | 355 436 | 358 148 | 370 943 | 375 063 | 385 624 | 393 316 | 396 524 |

| 1851    | 1856    | 1861    | 1866    | 1872    | 1876    | 1881    | 1886    | 1891    |
| ------- | ------- | ------- | ------- | ------- | ------- | ------- | ------- | ------- |
| 400 297 | 385 131 | 384 140 | 382 762 | 374 510 | 377 663 | 382 819 | 381 574 | 376 866 |

| 1896    | 1901    | 1906    | 1911    | 1921    | 1926    | 1931    | 1936    | 1946    |
| ------- | ------- | ------- | ------- | ------- | ------- | ------- | ------- | ------- |
| 368 168 | 361 626 | 357 959 | 350 044 | 321 088 | 328 881 | 333 800 | 334 386 | 335 602 |

| 1954    | 1962    | 1968    | 1975    | 1982    | 1990    | 1999    | 2006    | 2011    |
| ------- | ------- | ------- | ------- | ------- | ------- | ------- | ------- | ------- |
| 356 839 | 387 869 | 421 192 | 456 070 | 473 548 | 493 866 | 506 755 | 517 168 | 525 931 |

| 2016    | 2021    | 2022    | - | - | - | - | - | - |
| ------- | ------- | ------- | - | - | - | - | - | - |
| 533 213 | 535 503 | 537 577 | - | - | - | - | - | - |

La commune la plus peuplée est Dijon avec 159 941 habitants.
La commune la moins peuplée est Beaunotte avec 15 habitants.

### Communes les plus peuplées
| Nom                    | Code Insee | Intercommunalité                                  | Superficie (km2) | Population (dernière pop. légale) | Densité (hab./km2) | Modifier                                    |
| ---------------------- | ---------- | ------------------------------------------------- | ---------------- | --------------------------------- | ------------------ | ------------------------------------------- |
| Dijon                  | 21231      | Dijon Métropole                                   | 40,41            | 159 941 (2022)                    | 3 958              | modifier les données · modifier les données |
| Beaune                 | 21054      | CA Beaune Côte et Sud                             | 31,30            | 20 233 (2022)                     | 646                | modifier les données · modifier les données |
| Chenôve                | 21166      | Dijon Métropole                                   | 7,42             | 14 299 (2022)                     | 1 927              | modifier les données · modifier les données |
| Talant                 | 21617      | Dijon Métropole                                   | 4,90             | 11 986 (2022)                     | 2 446              | modifier les données · modifier les données |
| Chevigny-Saint-Sauveur | 21171      | Dijon Métropole                                   | 12,11            | 10 895 (2022)                     | 900                | modifier les données · modifier les données |
| Fontaine-lès-Dijon     | 21278      | Dijon Métropole                                   | 4,49             | 9 032 (2022)                      | 2 012              | modifier les données · modifier les données |
| Quetigny               | 21515      | Dijon Métropole                                   | 8,19             | 8 897 (2022)                      | 1 086              | modifier les données · modifier les données |
| Longvic                | 21355      | Dijon Métropole                                   | 10,56            | 8 787 (2022)                      | 832                | modifier les données · modifier les données |
| Auxonne                | 21038      | CC Auxonne Pontailler Val de Saône                | 40,65            | 7 592 (2022)                      | 187                | modifier les données · modifier les données |
| Saint-Apollinaire      | 21540      | Dijon Métropole                                   | 10,24            | 7 517 (2022)                      | 734                | modifier les données · modifier les données |
| Marsannay-la-Côte      | 21390      | Dijon Métropole                                   | 12,85            | 5 440 (2022)                      | 423                | modifier les données · modifier les données |
| Châtillon-sur-Seine    | 21154      | CC du Pays Châtillonnais                          | 33,15            | 5 404 (2022)                      | 163                | modifier les données · modifier les données |
| Nuits-Saint-Georges    | 21464      | CC de Gevrey-Chambertin et de Nuits-Saint-Georges | 20,50            | 5 263 (2022)                      | 257                | modifier les données · modifier les données |
| Genlis                 | 21292      | CC de la Plaine Dijonnaise                        | 12,08            | 5 125 (2022)                      | 424                | modifier les données · modifier les données |
| Montbard               | 21425      | CC du Montbardois                                 | 46,37            | 4 751 (2022)                      | 102                | modifier les données · modifier les données |

## Culture
Un nombre important d'artistes français sont originaires de la Côte-d'Or. Parmi les peintres, Antoine Gadan et Louis Carbonnel.
La culture du département est intimement liée à son patrimoine. La Saint-Vincent tournante est une institution dans le monde du vignoble.
La culture de la vigne fait partie de la culture et du patrimoine du département, notamment de l'axe Dijon-Beaune comme en témoigne la reconnaissance au patrimoine mondial de l'UNESCO des Climats du vignoble de Bourgogne.

## Sports
La course cycliste annuelle Dijon-Auxonne-Dijon se tient depuis 1899, ce qui en fait la plus ancienne épreuve amateur encore organisée de nos jours en France.

## Transport
Le département est traversé par de nombreuses autoroutes (A6, A31, A36, A38, A39) en étoile autour de Dijon et Beaune. Il est également traversé par les rails du TGV (LGV Sud-Est, LGV Rhin-Rhône).
Il n'y a aucune gare propre au TGV dans le département, mais la gare de Dijon est un important carrefour ferroviaire.
Historiquement, l'aéroport de Dijon-Bourgogne et celui de Dole-Tavaux furent les plus grandes infrastructures aéroferroviaires du département. Néanmoins depuis 2014, pour des raisons de concurrence, seul le second (renommé Dole-Jura) continue d'accueillir des vols réguliers commerciaux. Le premier reste actif pour les vols d'affaires, sanitaires, de loisirs et de tourisme.

## Tourisme

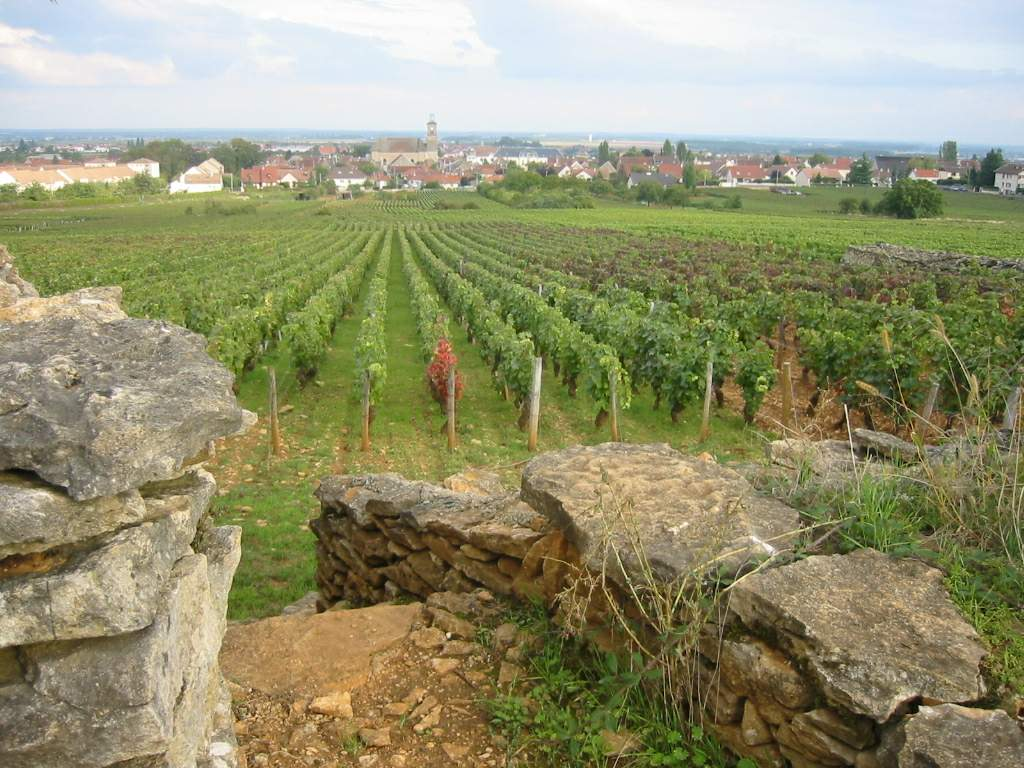
Paysage typique du vignoble bourguignon.

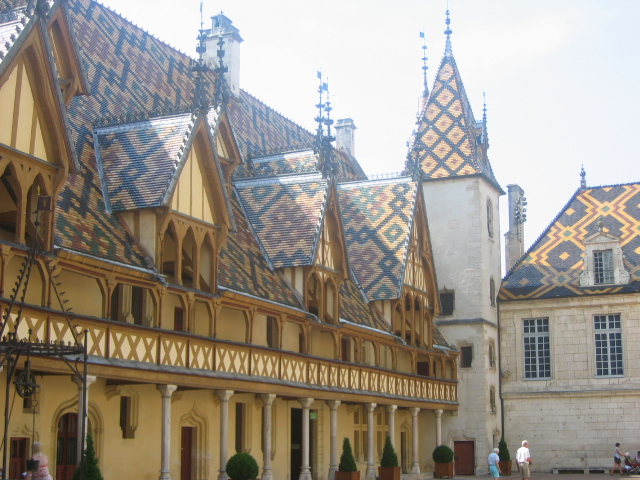
Les hospices de Beaune.

La Côte-d'Or dispose d'atouts touristiques parmi lesquels un patrimoine culturel non négligeable.
On peut citer :
- Dijon, ville à secteur sauvegardé, et classée ville d'Art et d'Histoire, son palais des Ducs et des États de Bourgogne-musée des Beaux-Arts, ses églises Notre-Dame et Saint-Michel, sa cathédrale Saint-Bénigne, son musée archéologique, son musée de la Vie bourguignonne et d'Art sacré, son musée Rude, son musée Magnin, son jardin Darcy, son jardin des Sciences-Parc de l'Arquebuse, ses parcs, son lac Kir et sa chartreuse de Champmol avec puits de Moïse ainsi que depuis mai 2022, sa Cité internationale de la gastronomie et du vin ;
- Beaune, son hôtel-Dieu-hospices de Beaune, sa collégiale Notre-Dame, son hôtel de la Rochepot, son musée des Beaux-Arts, ses parcs, son circuit des remparts, ses caves, sa moutarderie Fallot et son campus brassicole Brasserie de France[24],[25],[26],[27],[28],[29],[30],[31] ;
- l'abbaye de Fontenay, classée au patrimoine mondial de l'Unesco, à Marmagne ;
- l'abbaye Notre-Dame de Cîteaux, berceau de l'ordre cistercien ;
- le trésor de Vix et son cratère, le fameux vase de Vix, datant de l'âge de Fer, conservé au musée du Pays Châtillonnais à Châtillon-sur-Seine ;
- l'église romane Saint-Vorles à Châtillon-sur-Seine, datant en partie du Xe siècle ;
- Alésia (Alise-Sainte-Reine), son MuséoParc ;
- la cité de Buffon, son parc, son musée à Montbard ;
- les forges de Buffon ;
- le château de Bussy-Rabutin ;
- le château de la Rochepot ;
- le château de Châteauneuf ;
- le château de Montfort ;
- le château du Clos de Vougeot ;
- le château de Savigny-les-Beaune ;
- le château de Pommard ;
- le château de Meursault ;
- le château de Commarin ;
- le château de Talmay ;
- la Route des Grands Crus allant de Dijon à Santenay ;
- Semur-en-Auxois, cité médiévale, sa collégiale Notre-Dame et son musée municipal ;
- Auxonne, ses maisons, ses fortifications, son arsenal et son église Notre-Dame ;
- le canal de Bourgogne et son tunnel à Pouilly-en-Auxois ;
- la basilique Saint-Andoche de Saulieu ;
- l'église abbatiale de Saint-Seine-l'Abbaye ;
- l'église Saint-Thibault ;
- les sources de la Seine et son temple dédié à Sequana à Source-Seine ;
- Flavigny-sur-Ozerain : village médiéval, sa fabrique d'anis artisanale et son domaine de Flavigny-Alésia ;
- le Cassissium à Nuits-Saint-Georges ;
- le musée Papotte- Artisanat et vie rurale à Bligny-sur-Ouche ;
- le parc-musée Noisot de Fixin ;
- les jardins de Barbirey-sur-Ouche ;
- le village de Mont-Saint-Jean.

La Côte-d'Or présente également des paysages et des panoramas variés :
- la Côte d'Or ;
- le cirque du Bout du Monde près de Beaune ;
- la combe Lavaux ;
- le Mont de Sène ;
- la Butte de Thil ;
- les beaux villages de Pernand-Vergelesses, de Monthelie, de Mont-Saint-Jean, de Salmaise ;
- le Morvan avec notamment le Panorama de Savilly ;
- les forêts du Châtillonnais.

## Barycentre de la zoneEuro
Autrefois dans la Nièvre, depuis le 1er janvier 2009, après l'adhésion de la Slovaquie à la zone Euro, le centre géographique de cette zone est situé dans le département, près de la commune de Liernais en 2010 puis, avec l'arrivée de l'Estonie, près de celle de Villy-en-Auxois.

## Héraldique

Blason de la Côte-d'Or.

Blason de la Côte-d'Or : d’or au chef parti, en 1 d’azur semé de fleurs de lys d’or et à la bordure componée d’argent et de gueules, et en 2 bandé d’or et d’azur de six pièces et à la bordure de gueules.
Ce blason a été dessiné par Robert Louis et n'a strictement rien d'officiel.

## Politique
- Liste des députés de la Côte-d'Or

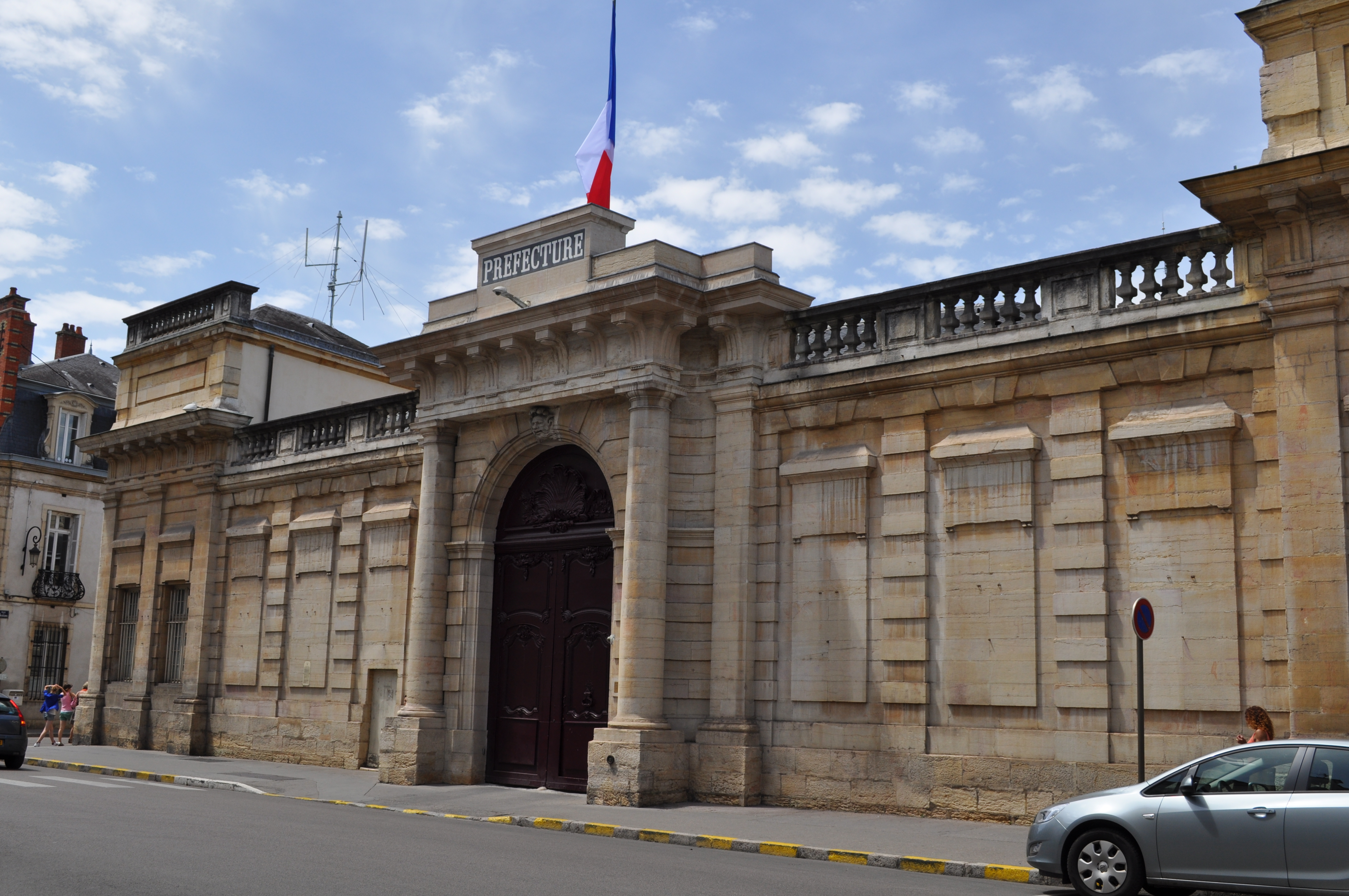
Préfecture de la Côte-d'Or.

- Liste des sénateurs de la Côte-d'Or
- Liste des conseillers départementaux de la Côte-d'Or
- Arrondissements de la Côte-d'Or
  - Arrondissement de Dijon
  - Arrondissement de Beaune
  - Arrondissement de Montbard
- Cantons de la Côte-d'Or
- Communes de la Côte-d'Or
- Anciennes communes de la Côte-d'Or
- Liste des préfets de la Côte-d'Or

## Personnalités
- Bossuet, né à Dijon, historien, ardent défenseur de la cause catholique
- Buffon, grand naturaliste, né à Montbard
- Gustave Eiffel, ingénieur et entrepreneur, né à Dijon ; on lui doit la célèbre tour parisienne qui porte son nom
- Claude Guyot, homme politique, député de la Côte-d'Or (1945-1946), résistant, écrivain, président du Comité Départemental de la Libération de la Côte-d'Or, maire d'Arnay-le-Duc (1926-1965)
- Le chanoine Kir, né à Alise-Sainte-Reine, résistant, député et maire de Dijon
- Stéphen Liégeard, écrivain ; il est à l'origine du nom Côte d'Azur pour désigner le littoral du Sud-Est de la France
- Hippolyte Michaud, né à Beaune, peintre
- François Pompon, né à Saulieu, sculpteur
- François Rude, né à Dijon, sculpteur
- Henri Vincenot, né et mort à Dijon, peintre, écrivain
- Famille Carnot, ayant vécu à Nolay, personnalités politiques et militaires